# Магіна Пол
Магіна Пол (англ. Mahina Paul) — новозеландська регбістка, олімпійська чемпіонка. 
Золоту олімпійську медаль та звання олімпійської чемпіонки Пол виборола на Паризькій олімпіаді 2024 року
в складі збірної Нової Зеландії з регбі-7.